# Аннычка
«Аннычка» (укр. Анничка) — чёрно-белый художественный фильм, снятый в 1968 году режиссёром Борисом Ивченко на киностудии имени А. Довженко.
В прокате 1969 года фильм занял 19-е место — 25,1 миллиона зрителей.

## Сюжет
Действие фильма происходит на Западной Украине во время Второй мировой войны. Трагическая история молодой гуцулки Аннычки, которая в карпатских лесах в местах недавних боёв нашла раненого советского солдата Андрея, спрятала его, выходила и помогла ему подняться на ноги. И полюбила…
Её жених, будущий муж, стал полицаем, прихвостнем фашистов, повинным в смерти многих земляков. Аннычка спасает из плена Андрея и решает бежать с любимым к партизанам, однако на их пути становится родной отец. Доведенный до исступления отец Аннычки, зажиточный хозяин, всячески препятствует тому, чтобы его дочь-гуцулка связала свою жизнь с парнем из Центральной Украины, да к тому же и красноармейцем. В конце фильма, главная героиня погибает от его руки на пути к свободе…

## В ролях
- Любовь Румянцева — Аннычка, Анна Кметь, дочка пана Кметя
- Григоре Григориу — Андрей, раненый красноармеец из Центральной Украины
- Константин Степанков — пан Кметь, зажиточный гуцул
- Иван Миколайчук — Роман Дерич, жених Аннычки, молодой гуцул, ставший немецким полицаем и охранником в лагере для военнопленных
- Борислав Брондуков — Крупяк, он же пан Крупенко, главный полицай
- Анатолий Барчук — Ярослав, батрак у пана Кмитя
- Иван Гаврилюк — Иванко, молодой гуцул, друг Романа, сочувствующий партизанам, которого полицаи и фашисты заставили танцевать на битом стекле и застрелили
- Ольга Ножкина — Мария, мать Аннычки
- Василий Симчич — Семён, батрак у пана Кметя
- Фёдор Стригун — Фёдор, партизан
- Виталий Розстальный — Виктор, партизан
- Нинель Жуковская — Серафима, поповна
- Виктор Степаненко — Виктор, советский пленный
- Виктор Мирошниченко — сельский староста

## Награды
- 1969 — специальная премия жюри — «Золотая башня Байона» на Международном кинофестивале в Пномпене (Камбоджа).
- 1969 — Диплом Борису Ивченко за режиссёрский дебют на Кинофестивале республик Украины и Закавказья в Киеве.